# Abstraktni indeksni zapis
Abstraktni indeksni zapis je matematični zapis tenzorjev in spinorjev, ki  za označevanje njihovih tipov uporablja indekse.
Indeks tako ni odvisen od nobenega koordinatnega sistema in nima numeričnih vrednosti. Uvedel ga je Roger Penrose, da bi zmanjšal težave pri opisovanju kontrakcije v sodobnem abstraktnem zapisu tenzorjev, in da bi se ohranil bistven geometrijski pogled. 